# 郭長發
郭長發（16世紀—17世紀），號龍湖，福建泉州府惠安縣普光舖墌兜人，明朝政治人物。

## 生平
郭長發個性恬澹，為諸生時在葛山宮讀書，每天在山上採薪種田，不時煮食分給僧廚，刻苦為志，到萬曆二十二年（1594年）中舉人，授龍溪教諭，勤於教育士子，後徵用入朝為戶部司務，曾在萬曆四十八年（1620年）押送銀兩往邊境，陞主事、員外郎管鑰匙，謹慎出納，為官亦淡泊自守，死後入祀鄉賢祠。

## 引用
1. 1 2  雍正《惠安縣志·卷二十四·循良》：郭長發，號龍湖，普光舖墌兜人，萬歷甲午舉人，授龍溪教諭，恬澹立志、勤於課藝，徵為戶部主事，陞員外郎，慎司管鑰、謹稽出納。長發為諸生時讀書葛山宮，日採薪于山、種蔬于圃，時或分食僧廚，刻苦披吟故居，官亦以淡泊自守，卒祀鄉賢。
2. ↑  《明光宗貞皇帝實錄·卷二》：（萬曆四十八年七月庚子）戶部尚書李汝華疏言……又題司務郭長發，郎中嚴九岳、田一井，員外郎田鳳儀，主事向胤賢解銀九邊……